# Mistrovství světa v letním biatlonu 2024
Mistrovství světa v letním biatlonu 2024 probíhalo od 19. do 25. srpna 2024 v estonském Otepää. Jednalo se o třetí mistrovství světa v této variantě biatlonu v této lokalitě. Předtím se zde konalo v letech 2007 a 2016.
Na letním mistrovství světa probíhaly soutěže jak dospělých, tak juniorů. Ve všech kategoriích se soutěžilo ve supersprintu a sprintu, seniorští biatlonisté pak v závodě s hromadným startem. Junioři se utkali ve stíhacím závodě.

## Program
| Datum     | Disciplína                           | Začátek (SELČ) | Počet závodníků |
| --------- | ------------------------------------ | -------------- | --------------- |
| 22. srpna | Supersprint (junioři) – kvalifikace  | 9:15           |                 |
| 22. srpna | Supersprint (juniorky) – kvalifikace | 12:00          |                 |
| 22. srpna | Supersprint (junioři) – finále       | 14:45          | 30              |
| 22. srpna | Supersprint (juniorky) – finále      | 16:00          | 30              |
| 23. srpna | Supersprint (muži) – kvalifikace     | 9:15           |                 |
| 23. srpna | Supersprint (ženy) – kvalifikace     | 12:00          |                 |
| 23. srpna | Supersprint (muži) – finále          | 14:45          | 30              |
| 23. srpna | Supersprint (ženy) – finále          | 16:00          | 30              |
| 24. srpna | Sprint (junioři)                     | 9:00           | 86              |
| 24. srpna | Sprint (juniorky)                    | 11:15          | 65              |
| 24. srpna | Sprint (muži)                        | 13:45          | 72              |
| 24. srpna | Sprint (ženy)                        | 16:00          | 66              |
| 25. srpna | Stíhací závod (junioři)              | 9:30           | 58              |
| 25. srpna | Stíhací závod (juniorky)             | 11:15          | 56              |
| 25. srpna | Hromadný start (muži)                | 13:15          | 30              |
| 25. srpna | Hromadný start (ženy)                | 15:15          | 30              |

## Česká účast
V jednotlivých kategoriích byli nominováni:
- Ženy: Lucie Charvátová, Jessica Jislová, Veronika Novotná, Kristýna Otcovská a Tereza Voborníková.
- Muži: Mikuláš Karlík, Michal Krčmář, Jonáš Mareček, Tomáš Mikyska, Jakub Štvrtecký a Adam Václavík.
- Juniorky: Lenka Bártová, Miroslava Červená, Valerie Křížová, Heda Mikolášová, Svatava Mikysková a Ilona Plecháčová.
- Junioři: Jiří Blaha, David Eliáš, Jan Gregor, Petr Hák, Vladimír Kocmánek a Daniel Malušek.

Na rozdíl od předchozího mistrovství se české výpravě dařilo, a to i přes absenci trojnásobné mistryně světa Markéty Davidové, která v Estonsku absentovala kvůli náročnému programu. Česká výprava získala nejvíce cenný kovů ze všech zúčastněných zemí – tři zlaté, jednu stříbrnou a čtyři bronzové.
V seniorských disciplínách nechyběl v žádném závodě zástupce či zástupkyně Česka na stupních vítězů. V supersprintu třetí místa obsadili Tomáš Mikyska a Lucie Charvátová, ve sprintu následně triumfovali Jakub Štvrtecký a Tereza Voborníková, která zvítězila před druhou Lieovou o jednu desetinu sekundy, a v závěrečných závodech s hromadným startem dojel na druhém místě Jonáš Mareček, zatímco Voborníková skončila třetí.
O nejlepší juniorský výsledek se postaral 18letý David Eliáš, který hned na úvod šampionátu ovládl supersprint. Z českých juniorek se nejlépe umístila 17letá Ilona Plecháčová, která obsadila třetí místo ve stíhacím závodě.

## Medailisté

### Muži
| Disciplína                          | První místo      | Výkon             | Druhé místo    | Výkon             | Třetí místo          | Výkon             |
| Supersprint (4,5 + 7,5 km)          | Dmytro Pidručnyj | 19:19,5 (0+1+0+0) | Artem Tyščenko | 19:24,7 (0+0+0+1) | Tomáš Mikyska        | 19:27,0 (1+0+0+2) |
| Sprint (7,5 km)                     | Jakub Štvrtecký  | 18:15,1 (0+1)     | Émilien Claude | 18:27,5 (0+1)     | Thierry Langer       | 18:31,3 (1+0)     |
| Závod s hromadným startem (12,5 km) | Rene Zahkna      | 32:28,6 (0+0+0+3) | Jonáš Mareček  | 32:36,5 (0+1+0+2) | Andrejs Rastorgujevs | 32:48,3 (1+1+1+2) |

### Ženy
| Disciplína                        | První místo               | Výkon             | Druhé místo       | Výkon             | Třetí místo               | Výkon             |
| Supersprint (4,5 + 7,5 km)        | Paulína Bátovská Fialková | 21:55,5 (0+0+1+0) | Suvi Minkkinenová | 22:07,0 (1+0+0+0) | Lucie Charvátová          | 22:15,7 (1+0+2+2) |
| Sprint (6 km)                     | Tereza Voborníková        | 16:48,5 (0+0)     | Lotte Lieová      | 16:48,6 (0+0)     | Paulína Bátovská Fialková | 17:02,0 (0+1)     |
| Závod s hromadným startem (10 km) | Baiba Bendiková           | 29:45,1 (3+0+1+0) | Suvi Minkkinenová | 30:09,3 (0+1+0+1) | Tereza Voborníková        | 30:15,4 (0+0+1+0) |

### Junioři
| Disciplína                 | První místo     | Výkon             | Druhé místo       | Výkon             | Třetí místo       | Výkon             |
| Supersprint (4,5 + 7,5 km) | David Eliáš     | 19:32,8 (0+0+1+0) | Matija Legović    | 19:43,0 (2+0+0+0) | Victor Berglund   | 19:45,0 (0+0+0+1) |
| Sprint (7,5 km)            | Vitalii Mandzyn | 18:28,9 (0+0)     | Haavard Tosterud  | 19:10,2 (2+0)     | Sivert Gerhardsen | 19:20,0 (1+0)     |
| Stíhací závod (10 km)      | Vitalii Mandzyn | 26:44,8 (1+0+0+4) | Sivert Gerhardsen | 27:03,6 (0+0+2+2) | Kasper Kalkenberg | 27:07,3 (0+0+2+2) |

### Juniorky
| Disciplína                 | První místo           | Výkon             | Druhé místo           | Výkon             | Třetí místo      | Výkon             |
| Supersprint (4,5 + 7,5 km) | Lora Hristovová       | 22:41,9 (0+0+0+1) | Inka Hämäläinenová    | 23:07,8 (1+1+1+0) | Ragna Fodstadová | 23:09,1 (2+1+1+0) |
| Sprint (6 km)              | Valentina Dimitrovová | 18:03,9 (2+0)     | Viktoria Chvostenková | 18:04,5 (0+0)     | Olena Horodná    | 18:22,4 (0+2)     |
| Stíhací závod (7,5 km)     | Valentina Dimitrovová | 23:27,5 (2+0+2+0) | Lora Hristovová       | 23:51,4 (0+2+0+3) | Ilona Plecháčová | 24:04,9 (0+2+0+1) |

## Medailové pořadí

### Medailové pořadí zemí
| Pořadí | Země       | Zlato  | Stříbro | Bronz | Celkově |    |
| ------ | ---------- | ------ | ------- | ----- | ------- | -- |
| 1.     | Ukrajina   | 3      | 2       | 1     | 6       |    |
| 2.     | Česko      | 3      | 1       | 4     | 8       |    |
| 3.     | Bulharsko  | 3      | 1       | 0     | 4       |    |
| 4.     | Slovensko  | 1      | 0       | 1     | 2       |    |
| 4.     | Lotyšsko   | 1      | 0       | 1     | 2       |    |
| 6.     | Estonsko   | 1      | 0       | 0     | 1       |    |
| 7.     | Finsko     | 0      | 3       | 0     | 3       |    |
| 7.     | Norsko     | 0      | 2       | 3     | 5       |    |
| 8.     | Belgie     | 0      | 1       | 1     | 2       |    |
| 9.     | Chorvatsko | 0      | 1       | 0     | 1       |    |
| 9.     | Francie    | 0      | 1       | 0     | 1       |    |
| 10.    | Švédsko    | 0      | 0       | 1     | 1       |    |
| 10.    |            | Celkem | 12      | 12    | 12      | 36 |